# Gerhard Winkler
Gerhard Winkler (n. 17 ianuarie 1951, Langewiese⁠(d), Republica Federală Germania, Germania) este un biatlonist ce a reprezentat Germania, medaliat olimpic. A participat la 2 ediții ale Jocurilor Olimpice (1976, 1980) în care a câștigat o medalie de bronz.